# Sagrado Coração de Maria (Província Franciscana)
A Província do Sagrado Coração de Maria é uma província franciscana pertencente a Ordem dos Frades Menores.
Ela possui 5 colégios com o mesmo nome: em Vitória (ES), Belo Horizonte (MG), Ubá (MG), Brasília (DF) e no Rio de Janeiro (RJ).